# Å andra sidan
Å andra sidan (engelska: The Other Side of the Story) är en roman av Marian Keyes, utgiven i original 2004. Den kom samma år i översättning till svenska.

## Innehåll
Boken handlar om tre olika kvinnor. Den ena har precis lyckats ge ut en bok och har fått en liten dotter med sin bästa väns ex-pojkvän. Den bästa vännen är en festfixare som kämpar sig framåt i livet men får stora problem när hennes pappa plötsligt lämnar hennes mamma. Den sista kvinnan är en agent för ett bokförlag. Hon satsar stenhårt på att bli förlagets nye delägare, men hon får problem när hon inleder ett förhållande med sin gifte chef.